# فاتح كاندان
فاتح كاندان (بالألمانية: Fatih Candan)‏ (30 ديسمبر 1989 بإسن في ألمانيا - ) هو لاعب كرة قدم ألماني في مركز الهجوم. لعب مع روت فايس أوبرهاوزن ونادي كارديمير كارابوك سبور ونادي فيكتوريا كولن.

## روابط خارجية
- فاتح كاندان على موقع اتحاد تركيا (لاعب) (الإنجليزية)
- فاتح كاندان على موقع قاعدة بيانات كرة القدم.إي يو (الإنجليزية)
- فاتح كاندان على موقع بيانات كرة القدم. دي إي (الألمانية)
- فاتح كاندان على موقع Soccerway.com (الإنجليزية)
- فاتح كاندان على موقع عالم كرة القدم.نت (الإنجليزية)